# Oeganda op de Olympische Zomerspelen 1960
Oeganda nam deel aan de Olympische Zomerspelen 1960 in Rome, Italië. Het was de tweede deelname van het land, toen nog onderdeel van het Britse Rijk, aan de Olympische Zomerspelen.
De tien deelnemers, allen mannen en debutant, kwamen in actie op elf onderdelen in twee olympische sporten; atletiek en boksen.

## Deelnemers & resultaten
(m) = mannen

### Atletiek
| Olympiër                                              | Onderdeel       | Resultaat | Prestatie                                                                      |
| ----------------------------------------------------- | --------------- | --------- | ------------------------------------------------------------------------------ |
| Sam Amukun                                            | 100m (m)        | 17e       | serie 4: 3de in 10,6 kwartfinale 3: 4de in 10,6                                |
| Aggrey Awori                                          | 100m (m)        | 32e       | serie 3: 5de in 10,09                                                          |
| Sam Amukun                                            | 200m (m)        | 14e       | serie 5: 2de in 21,38 kwartfinale 1: 4de in 21,3                               |
| Gadi Ado                                              | 400m (m)        | 39e       | serie 4: 4de in 49,0                                                           |
| Aggrey Awori                                          | 110m horden (m) | 20e       | serie 6: 4de in 15,36 kwartfinale 3: 4de in 14,94                              |
| Jean Baptiste Okello                                  | 110m horden (m) | 9e        | serie 1: 2de in 14,59 kwartfinale 1: 2de in 14,48 halve finale 1: 5de in 14,59 |
| Gadi Ado Sam Amukun Aggrey Awori Jean Baptiste Okello | 4x100m (m)      | DSQ       | serie 2: gediskwalificeerd                                                     |

### Boksen
| Olympiër        | Onderdeel   | Resultaat | Prestatie                                            |
| --------------- | ----------- | --------- | ---------------------------------------------------- |
| Frank Kisekka   | -51kg (m)   | 33e       | 1ste ronde: V van ITA Curcetti: 1-4                  |
| John Sentongo   | -54kg (m)   | 17e       | 1ste ronde: vrij 2de ronde: V van POL Bendig: 0-5    |
| Grace Seruwagi  | -63,5kg (m) | 17e       | 1ste ronde: vrij 2de ronde: V van IRQ Al-Karkhi: 1-4 |
| Frank Nyangweso | -71kg (m)   | 9e        | 1ste ronde: vrij 2de ronde: V van USA McClure: 0-5   |
| Peter Odhiambo  | -75kg (m)   | 9e        | 1ste ronde: vrij 2de ronde: V van USA Crook: 1-4     |
| George Oywello  | -81kg (m)   | 9e        | 1ste ronde: vrij 2de ronde: V van ROU Negrea: 0-5    |

Afghanistan · Argentinië · Australië · Bahama's · België · Bermuda · Birma · Brazilië · Brits-Guiana · Bulgarije · Canada · Ceylon · Chili · Colombia · Cuba · Denemarken · Duits eenheidsteam · Ethiopië · Fiji · Filipijnen · Finland · Frankrijk · Ghana · Griekenland · Groot-Brittannië · Haïti · Hongarije · Hongkong · Ierland · IJsland · India · Indonesië · Irak · Iran · Israël · Italië · Japan · Joegoslavië · Kenia · Libanon · Liberia · Liechtenstein · Luxemburg · Malakka · Malta · Marokko · Mexico · Monaco · Nederland · Nederlandse Antillen · Nieuw-Zeeland · Nigeria · Noorwegen · Oeganda · Oostenrijk · Pakistan · Panama · Peru · Polen · Portugal · Puerto Rico · Roemenië · San Marino · Singapore · Soedan · Sovjet-Unie · Spanje · Suriname · Taiwan · Thailand · Tsjecho-Slowakije · Tunesië · Turkije · Uruguay · Venezuela · Verenigde Arabische Republiek · Verenigde Staten · Vietnam · West-Indische Federatie · Zuid-Afrika · Zuid-Korea · Zuid-Rhodesië · Zweden · Zwitserland